# Apocellus analis
Apocellus analis är en skalbaggsart som beskrevs av Leconte 1877. Apocellus analis ingår i släktet Apocellus och familjen kortvingar. Inga underarter finns listade i Catalogue of Life.